# Tricholita chicagoensis
Tricholita chicagoensis là một loài bướm đêm trong họ Noctuidae.